# Elezioni europee del 1996 in Finlandia
Le elezioni europee del 1996 in Finlandia si sono tenute il 10 ottobre.
Si tratta di elezioni straordinare; in quell'anno si sono tenute anche le elezioni in Austria.

## Risultati
| Liste  | Liste                                | Gruppo    | Voti      | %     | Seggi |
| ------ | ------------------------------------ | --------- | --------- | ----- | ----- |
|        | Partito di Centro Finlandese         | ELDR      | 548.041   | 24,36 | 4     |
|        | Partito Socialdemocratico Finlandese | PSE       | 482.577   | 21,45 | 4     |
|        | Partito di Coalizione Nazionale      | PPE       | 453.729   | 20,17 | 4     |
|        | Alleanza di Sinistra                 | GUE/NGL   | 236.490   | 10,51 | 2     |
|        | Lega Verde                           | Verdi/ALE | 170.670   | 7,59  | 1     |
|        | Partito Popolare Svedese             | ELDR      | 129.425   | 5,75  | 1     |
|        | Giovani Finlandesi                   | -         | 68.134    | 3,03  | -     |
|        | Lega Cristiana Finlandese            | -         | 63.279    | 2,81  | -     |
|        | Alternativa per l'UE                 | -         | 47.687    | 2,12  | -     |
|        | Veri Finlandesi                      | -         | 15.004    | 0,67  | -     |
|        | Partito dell'Indipendenza            | -         | 13.746    | 0,61  | -     |
|        | Liberali                             | -         | 8.305     | 0,37  | -     |
|        | Partito dei Pensionati Finlandesi    | -         | 6.357     | 0,28  | -     |
|        | Partito della Legge Naturale         | -         | 3.327     | 0,15  | -     |
|        | Per i Pensionati                     | -         | 2.640     | 0,12  | -     |
| Totale | Totale                               | Totale    | 2.249.411 | 100   | 16    |